# MRPL34
MRPL34 (англ. Mitochondrial ribosomal protein L34) – білок, який кодується однойменним геном, розташованим у людей на короткому плечі 19-ї хромосоми. Довжина поліпептидного ланцюга білка становить 92 амінокислот, а молекулярна маса — 10 165.
| 10         |  | 20         |  | 30         |  | 40         |  | 50         |
| ---------- |  | ---------- |  | ---------- |  | ---------- |  | ---------- |
| MAVLAGSLLG |  | PTSRSAALLG |  | GRWLQPRAWL |  | GFPDAWGLPT |  | PQQARGKARG |
| NEYQPSNIKR |  | KNKHGWVRRL |  | STPAGVQVIL |  | RRMLKGRKSL |  | SH         |

A: Аланін

D: Аспарагінова кислота

E: Глутамінова кислота

F: Фенілаланін

G: Гліцин

H: Гістидин

I: Ізолейцин

K: Лізин

L: Лейцин

M: Метіонін

N: Аспарагін

P: Пролін

Q: Глутамін

R: Аргінін

S: Серин

T: Треонін

V: Валін

W: Триптофан

Кодований геном білок за функціями належить до рибонуклеопротеїнів, рибосомних білків, фосфопротеїнів. 
Локалізований у мітохондрії.